# Zenon din Kition

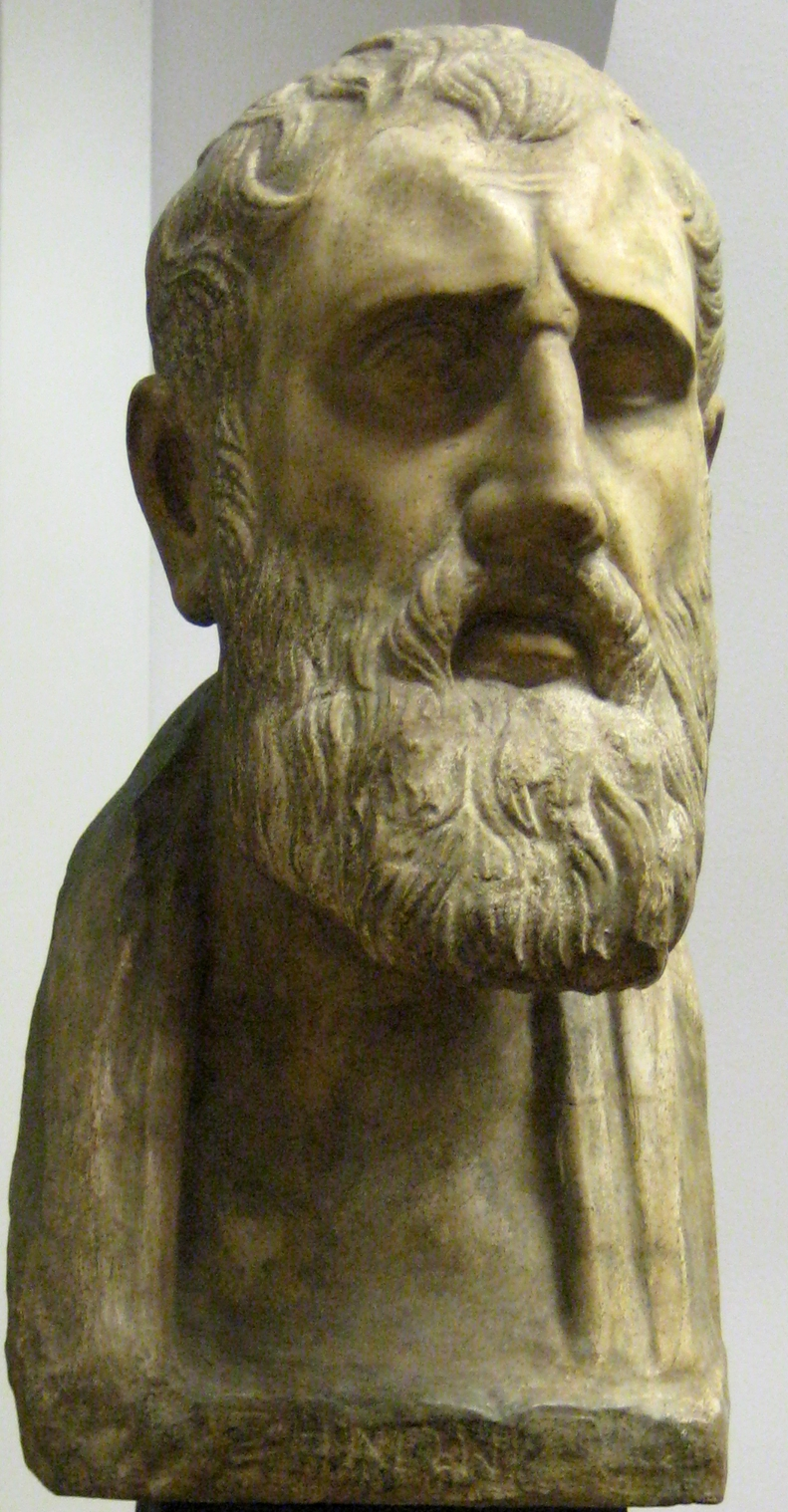
Bustul lui Zenon din Kition (Cipru)

Zenon din Kition (în greacă: Ζήνων ὁ Κιτιεύς, Zēnōn ho Kitiéŭs; cca. 334 – 263 î.Hr.) a fost un filozof antic de limbă greacă, originar din Kition, Cipru.
Este considerat fondatorul stoicismului, curent filozofic ale cărui precepte le-a răspândit în Atena în jurul anului 300 î.Hr.
A fost comerciant, ca și tatăl său, dar a devenit filozof în timpul unei călătorii prin Attica. Aici ajunge accidental, cu ocazia unui transport de purpură din Fenicia către Pireu. Corabia sa eșuează pe coasta Attici, lângă Atena, iar acolo găsește la un librar un text al lui Xenofon. Citind pasajul referitor la moartea lui Socrate, decide să se dedice filozofiei. Studiază sub îndrumarea unor mari filozofi ai epocii (în special reprezentanți ai Școlii din Megara) și începe la rându-i să-și predice concepțiile filozofice în agora din Atena.
1. ↑  Ariston 56 (Pauly-Wissowa)[*] Verificați valoarea |titlelink= (ajutor);
2. ↑  Dionysios 119 (Pauly-Wissowa)[*] Verificați valoarea |titlelink= (ajutor);